# Horst vor Peine
Horst vor Peine, heute oft Die Horst, ist ein Ortsteil, eine Straße und ein auch Horstbruch genanntes Waldstück an der südwestlichen Grenze der Kernstadt von Peine in Niedersachsen im statistischen Ortsbezirk Südliche Aue.

## Lage
Der Ortsteil wird im Westen durch das Bruchwaldstück Glindbruch begrenzt, im Osten von der Bundesstraße 444 und im Norden durch die Bahnstrecke Hannover–Braunschweig.

## Geschichte

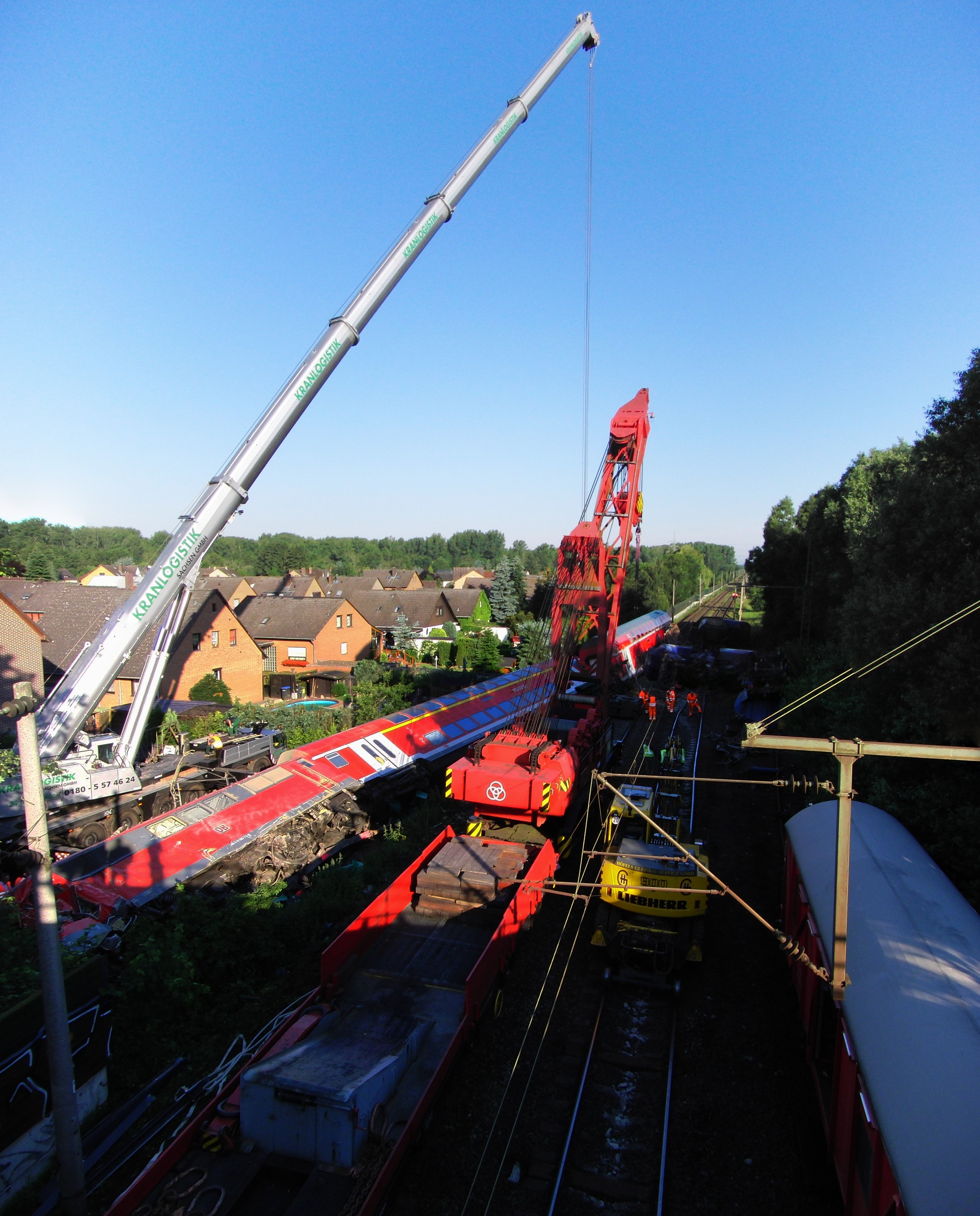
Bergungsarbeiten 2010 in Horst.

Unter dem Namen Horst vor Peine lag hier, schon in Zeiten des Hochstifts Hildesheim, ein Weiler. 1760 umfasste er zwei kleine Häuser und ein Frauenhospital.
Im Mai 1945, wenige Tage nach Ende des Zweiten Weltkriegs, geriet bei Horst ein Munitionszug auf der Bahnstrecke Hannover–Braunschweig während der Fahrt in Flammen. Ein Teil der Munition explodierte auf freier Strecke. Teile des Zuges wurden bis in die Peiner Innenstadt geschleudert.
Beim Eisenbahnunfall von Peine-Horst im Juni 2010 kollidierte ein Regional-Express Rheine–Braunschweig mit einem unmittelbar zuvor entgleisten Güterzug der Mittelweserbahn. Der Triebfahrzeugführer des Regional-Express-Zuges wurde schwer, ein Zugbegleiter und 18 Reisende leicht verletzt.
Horst vor Peine ist nicht zu verwechseln mit der bis 1965 bestehenden, 12 Kilometer nördlich von Peine liegenden Gemeinde Horst, damals die kleinste selbständige Gemeinde des Landkreises Peine, 1910 mit 43 Einwohnern, die ursprünglich im Kurfürstentum Hannover lag und heute zum Ortsteil Wipshausen in der Gemeinde Edemissen gehört. Auch in älteren Schriftstücken wurden die beiden Horst häufig miteinander verwechselt, weshalb die Bezeichnung Horst vor Peine verwendet werden sollte.

## Rennbahn
In der ersten Hälfte des 20. Jahrhunderts wurde die Horst bekannt durch Auto- und Motorradrennen, die auf der Rennstrecke an der Horstkippe ausgetragen wurden. Im Jahr 1932 pachtete der Motorsportclub Ardie das Gelände der Horstkippe und errichtete dort eine Rennstrecke, die 1933 eingeweiht wurde. Von 1934 bis 1938 fanden insgesamt zehn Rennen statt, die von 157.000 Zuschauern besucht wurden. Bis 1952 fanden hier noch Sandbahnrennen mit Motocross-Maschinen statt.

## Horstkapelle
Auf dem Gebiet der Horst liegt die Horstkirche (St. Nicolai in der Horst), eine kleine Fachwerkkapelle und älteste noch erhaltene Kirche in Peine. Es handelt sich um einen 1739 erbauten, rechtwinkligen kleinen Fachwerkbau mit einem Walmdach, das ein mit Schiefer gedeckter Dachreiter krönt. Auch die Kirchenglocke ist die älteste Glocke in Peine. Bereits um 1350 stand hier vermutlich eine Kapelle. Bei einer Explosion im Jahr 1945 wurde die Kapelle beschädigt, aber bis 1951 wieder aufgebaut. Heute ist sie mit dem Bus erreichbar; es gibt eine Bushaltestelle 'Horst / Kirche'.

## Landschaftsschutzgebiet
Heute ist ein Teil der Horst Landschaftsschutzgebiet, das LSG 24 "Horst/Kreiswiesen Glindbruch", dessen Zweck die Erhaltung der Grünlandbereiche als „Wiesenvogelbrut-  und Rastgebiet und der Ruderalfluren an den Hängen der Kippe als Lebensraum gefährdeter Pflanzenarten“, sowie die „Verbesserung der Leistungsfähigkeit der intensiv genutzten landwirtschaftlichen Bereiche sowie der Gehölzbestände für Arten und Lebensgemeinschaften“ ist.